# Edward Banach
Edward Joseph Banach, detto Ed (Port Jervis, 6 febbraio 1960), è un ex lottatore statunitense, specializzato nella lotta libera.
Anche il fratello gemello Lou Banach è stato un lottatore; entrambi hanno conquistato una medaglia d'oro alle Olimpiadi di Los Angeles 1984.

## Palmarès
Olimpiadi
- 1 medaglia:
  - 1 oro (pesi medio-pesanti a Los Angeles 1984).